# 1993 RP
1993 RP ist ein Transneptunisches Objekt der Plutino-Klasse. Es wurde am 15. September 1993 von Jane Luu und David C. Jewitt am Mauna-Kea-Observatorium mit einem 2,2-Meter-Teleskop entdeckt. Einen Tag zuvor wurde 1993 RO (auch von Jewitt und Luu) und einen bzw. zwei Tage später wurden 1993 SB und 1993 SC (von Iwan P. Williams et al.) entdeckt.
Über 1993 RP ist sehr wenig bekannt. Seit der Entdeckung ist das Objekt über 20 Jahre lang nicht wieder beobachtet worden. Im August 2023 konnten dann Beobachtungen des Maunakea-Observatoriums von 2015 und 2016 identifiziert werden, sodass das Minor Planet Center zuverlässige Orbitalelemente berechnen konnte. Der Durchmesser wurde für eine Albedo von 0,09 errechnet, kann aber bei höherer Albedo auch deutlich kleiner sein.